# Cheirogaleus minusculus
Cheirogaleus minusculus  (лат.) — вид млекопитающих животных из инфраотряда лемурообразных отряда приматов. Зубная формул 2:1:3:3 как на верхних, так и на нижних челюстях. Расцветка шерсти напоминает Cheirogaleus ravus. Кончик хвоста белый. В настоящее время вид известен только в районе Амбоситра в восточной части центрального Мадагаскара. Возможно также, что существует популяция к северо-западу от Амбоситры. Древесные животные, ведущие ночной образ жизни. Международный союз охраны природы присвоил этому виду охранный статус «Недостаточно данных», поскольку нет точной информации о его распространении и численности популяции, однако не исключено, что в будущем виду будет присвоен статус «Близок к уязвимому».